# Koumestenga-Peulh
Ne doit pas être confondu avec Koumestenga-Mossi.
Koumestenga-Peulh est une localité située dans le département de Boala de la province du Namentenga dans la région Centre-Nord au Burkina Faso. 

## Géographie
Koumestenga-Peulh se situe à 1,5 km au sud de Koumestenga-Mossi, à 6 km au nord-est de Boala, le chef-lieu du département, et de la route nationale 15 reliant Boulsa à Kaya.
Koumestenga-Peulh est le village, lié à Koumestenga-Mossi, traditionnellement occupé par les populations Peulh.

## Éducation et santé
Le centre de soins le plus proche de Koumestenga-Peulh est le centre de santé et de promotion sociale (CSPS) de Koumestenga-Mossi.
Koumestenga-Peulh possède une école publique primaire.